# 見良津健雄
見良津 健雄（日语：みらつ たけお、1960年2月15日—2006年9月5日）是日本大分縣出身的動畫音樂作曲家及編曲家。他曾經參與過二人組樂隊「Twin AmadeuS」。他於2006年9月5日因罹患肝癌而去世，享年46歲。

## 外部連結
- Takeo Miratsu在互联网电影资料库（IMDb）上的資料（英文）